# Cynoglossus robustus
Cá bơn cát (Danh pháp khoa học: Cynoglosus robustus) là một loài cá bơn trong họ cá lưỡi trâu Cynoglossidae phân bố từ Đông châu Phi, Ấn Độ, Xri Lanca, Ôxtraylia, Indonesia, Malayxia, Thái Lan, Việt Nam tại Vịnh Bắc bộ, miền Trung, Nam bộ. Tên thường gọi tiếng Việt là cá bơn cát nhưng tên địa phương là cá lưỡi trâu, cá bơn, cá lưỡi mèo, cá lưỡi bò, cá thờn bơn. Tên thường gọi tiếng Anh là Solefish, Tongue fish, Tongue sole, Flounder sole, Speckled tongue sole, Speckled tongue.

## Đặc điểm
Thân dẹt và dài; Kích cỡ khai thác 100 – 150 mm. Vây lưng và vây hậu môn liền với vây đuôi. Mắt ở phía trái của thân với một khoảng hẹp giữa hai mắt. Mõm tròn. Khe miệng không đạt đến phía dưới mắt, hơi gần đỉnh mõm hơn khe mang. Hai đường bên ở phía thân có mắt. Phía bên kia không có đường bên. Vảy lợc ở phía có mắt, vảy tròn ở phía không có mắt, có 15-19 hàng vẩy giữa hai đường bên. Mặt thân có mắt màu vàng nâu với nhiều chấm nâu đậm xếp không theo quy luật rõ ràng.